# 水銀蒸気タービン
水銀蒸気タービン (英語: mercury vapour turbine) は、熱サイクルの駆動に水銀を使用した熱機関の一方式である。水銀蒸気タービンは蒸気タービンと組み合わせており、発電機としての使用例がある。一種のコンバインドサイクル発電であり、水銀サイクルは高温で作動するランキンサイクルでもあるため、水蒸気のみのサイクルよりも高効率である。しかし、高コストと水銀が外部に漏れた場合の環境汚染の問題があるため、普及しなかった。
水銀に代わる媒体としてカリウムを用いたカリウム蒸気タービンが考案されている。ただしカリウムは高い可燃性があり、蒸気圧は水銀に比べ低い。

## 歴史的な事例
1937年版の電気紀要では水銀蒸気タービンの商業運転に関して記述される。

水銀蒸気タービンの運転の利点は超高圧でなくても水蒸気発電施設よりも幅広い温度帯域で運転する事である。水銀蒸気タービンからの排気は蒸気タービン用の水蒸気の昇圧に利用する。Hartford Electric Light Co. (U.S.A.)では圧力が70 lb/in2で温度(気体)が880°Fの水銀蒸気で駆動される10,000kWのターボ発電機を所有する。
水銀蒸気は445°Fで凝縮して1時間あたり129,000 lbの圧力が280 lb/in2の水蒸気を生成する。735°Fの過熱蒸気で蒸気タービンを駆動する。4ヶ月間の連続運転でこの発電施設は平均およそ1kWhの出力あたり0.715 lbの石炭を消費して水銀蒸気タービンの出力が占める割合はおよそ43%で水蒸気タービンの占める割合はおよそ57%だった。最大負荷時の熱の出力は1kWhあたり平均9800 B.Th.Uだった。維持費用は通常の蒸気タービン施設よりも低いと信じられる。水銀蒸気タービンの背圧は水蒸気ボイラーの圧力で固定され、水銀システムには空気や他の気体が無いので小型の真空ポンプのみ必要である。

William Emmetによって設計された発電所がゼネラル・エレクトリックによって建設され、1923年から1950年まで運転された。大型の施設を以下に示す:
- コネチカット州 Hartford 1.8 MW 1922年に運転開始、1949年に15 MWへ改修
- ニュージャージー州 Kearny 20 MW 水銀タービン 蒸気 +30 MW 1933年に運転開始
- ニューヨーク州　Schenectady[3]
- Portsmouth, New Hampshire, 40 MW, 1950.[4][5]